# Al Wabra Wildlife Preservation
Al Wabra Wildlife Preservation ( AWWP ) é uma instituição privada para preservação de animais selvagens no Qatar. Foi fundada pelo príncipe Saud bin Muhammed Al Thani. Ela incorpora o World Heritage Cycad Gene Bank (WHCGB), que opera em conjunto com vários governos no exterior para proteger tanto in-situ como ex-situ esta família de plantas pré-históricas. A organização é o lar de cerca de 2.000 animais e tem uma equipe de mais de 200 funcionários. Ela ocupa uma área de 2,5 quilômetros quadrados.
A Al Wabra Wildlife Preservation é conhecida pela reprodução de espécies ameaçadas de animais e plantas, incluindo o Dorcatragus megalotis, Mico-leão-de-cara-dourada, dibatag, Encephalartos, Sudan cheetah e o avestruz norte africano. Ela é conhecida principalmente pela criação de Ararinha-azul, uma das mais raras espécies de aves no mundo.